# Conscripto Bernardi
Conscripto Lucas Bernardi es un municipio situado en el departamento Federal, en la provincia de Entre Ríos, Argentina. Según el censo de 2022, tiene una población de 1793 habitantes.
El ejido del municipio comprende la localidad del mismo nombre y un área rural.
La localidad está ubicada sobre la cuchilla de Montiel, en la divisoria de aguas de las cuencas de los ríos Paraná y Gualeguay. Esta particular geografía hace que el territorio esté surcado por cientos de arroyos, que forman un vasto sistema hídrico superficial. La cuenca hacia el Paraná, hacia el oeste, corresponde al arroyo Feliciano, cuyo afluente principal en este sector es el arroyo Antonio Banderas, mientras que hacia el río Gualeguay, al este, el afluente más cercano es el arroyo Ortiz.
Conscripto Bernardi se halla a 5 km de la Ruta Nacional 127, desde la cual de accede por un camino de reciente pavimentación. El desactivado ramal Puerto Diamante-Curuzú Cuatiá del Ferrocarril General Urquiza atraviesa la localidad.

## Historia
El pueblo fue originalmente la cabecera de la Colonia La Castellana. El pueblo La Castellana fue creado por decreto del gobernador Miguel Laurencena con fecha 11 de noviembre de 1914. Su nombre original fue desplazado por el de la estación ferroviaria: Estación Conscripto Bernardi, denominada previamente Km 101. El decreto n.º 1754/1969, de 31 de junio de 1969, creó la junta de gobierno, adoptando el nombre Conscripto Bernardi para el pueblo.
El nombre de la estación ferroviaria fue en homenaje al conscripto Anacleto Bernardi, nacido en San Gustavo, que murió heroicamente el 25 de octubre de 1927 en el naufragio del barco Principessa Mafalda en las costas de Brasil.
Por decreto n.º 394/1971 MGJ, del 19 de febrero de 1971, la localidad de Conscripto Bernardi fue transferida del distrito Sauce de Luna del departamento Villaguay al distrito Banderas del departamento La Paz, unificando el pueblo, que se hallaba en el primer departamento, con la estación ferroviaria, que se hallaba en el segundo. El 15 de septiembre de 1972 fue creado el departamento Federal, quedando Conscripto Bernardi incorporada a él.
El 18 de noviembre de 1991 la Legislatura provincial sancionó la ley n.º 8605 aprobando el censo realizado y el ejido del nuevo municipio. El 3 de diciembre de 1991 fue creado el municipio de 2ª categoría mediante el decreto n.º 6255/1991 del gobernador de Entre Ríos, sustituyendo a la junta de gobierno existente hasta entonces.